# Bavorské Předalpí
Bavorské Předalpí jsou vápencové pohoří ležící z velké většiny v Německu na jihu spolkové země Bavorsko. malou částí zasahují také do rakouského území v severním Tyrolsku. Výšky 2000 m dosahuje pouze v Estergebirge, které tvoří jejich nejzápadnější část a kde se nachází nejvyšší vrchol Krottenkopf s 2086 m. Severovýchodně od něj za potokem Eschenlaine se nachází skupina Walchenseeberge s vrcholy Herzogstand (1731 m) a Heimgarten (1790 m). Východně od jezera Walchensee pak navazuje hřeben s nejvyšším vrcholem Benediktenwand (1800 m) který se táhne až k údolí Isaru, jež Bavorským Předalpím protéká z jihu na sever. Mezi Isarem a Innem se nachází pohoří Mangfallgebirge s nejvyšším vrcholem Hintere Sonnwendjoch (1986 m), který leží na rakouském území.

## Poloha
Bavorské Předalpí je na západě odděleno tokem Loisachu od Ammergauské Alpy a jeho přítokem Kankerbach od Wettersteingebirge. Na jihu ho od Karwendelu odděluje tok Isaru a jeho přítoku Kranzbachu zleva a Walchenu zprava. Od Branderberských Alp ho na jihu oddělují zdrojnice Walchenu Ampelsbach s Filzmoosbachem a potoky v povodí Innu (Sattelbach, Bairache, Brandenberger Ache, Ellbach, Gelmmbach, Thierseer Ache, Klausenbach a Kieferbach). Na východě tvoří hranici s Kaisergebirge a Chiemgauskými Alpami Inn.

## Nejvyšší vrcholy
| - Krottenkopf, (2086 m) - Bischof, (2033 m) - Hinteres Sonnwendjoch, (1986 m) - Hoher Fricken, (1932 m) - Hohe Kisten, (1922 m) - Rotwand, (1884 m) - Blauberge, (1862 m) - Grosser Traithen, (1852 m) - Simetsberg, (1840 m) - Wendelstein, (1838 m) - Risserkogel, (1826 m) - Schinder, (1808 m) - Ruchenköpfe, (1805 m) - Benediktenwand, (1800 m) - Heimgarten, (1791 m) - Wank, (1780 m) | - Plankenstein, (1768 m) - Aiplspitz, (1759 m) - Herzogstand, (1732 m) - Wallberg, (1723 m) - Buchstein, (1701 m) - Brecherspitz, (1683 m) - Hirschberg, (1670 m) - Brünnstein, (1634 m) - Hochsalwand, (1625 m) - Breitenstein, (1622 m) - Schildenstein, (1613 m) - Rosskopf, (1580 m) - Jochberg, (1567 m) - Fockenstein, (1564 m) - Brauneck, (1555 m) - Leonhardstein, (1452 m) |

## Chaty
Estergebirge:
- Weilheimer Hütte
- Wankhaus
- Alpengasthof Barmsee
- Finz Alm

Walchenseeberge:
- Berggasthaus Herzogstand